# Lepidosaures
Els lepidosaures (Lepidosauria) són un ordre de sauròpsids (rèptils) diàpsids recoberts d'escates superposades. Inclou les tuatares, llangardaixos, serps i amfisbenis. Els lepidosaures són el grup més reeixit dels rèptils moderns.

## Taxonomia
Lepidosauria comprèn els següents ordres:
- Squamata - llangardaixos, serps i amfisbenis.
- Sphenodontia - tuàtara
- Sauropterygia
  - Nothosauria (extingit)
  - Plesiosauria (extingit)